# Diocesi di Moshi
La diocesi di Moshi (in latino Dioecesis Moshiensis) è una sede della Chiesa cattolica in Tanzania suffraganea dell'arcidiocesi di Arusha. Nel 2021 contava 732.560 battezzati su 1.118.365 abitanti. È retta dal vescovo Ludovick Joseph Minde, O.S.S.

## Territorio
La diocesi comprende i distretti di Rombo, Hai, Siha, Moshi rurale e Moshi urbano nella parte settentrionale della regione del Kilimangiaro nel nord-est della Tanzania.
Sede vescovile è la città di Moshi, dove si trova la cattedrale di Cristo Re. A Kibosho opera un seminario maggiore filosofico, dedicato a Nostra Signora degli Angeli.
Il territorio è suddiviso in 68 parrocchie.

## Storia
Il vicariato apostolico del Kilimanjaro fu eretto il 13 settembre 1910 con il breve In hoc summo di papa Pio X, ricavandone il territorio dal vicariato apostolico di Bagamoyo (oggi diocesi di Morogoro).
Il 28 gennaio 1935, il 14 aprile 1943 e il 18 aprile 1950 cedette porzioni del suo territorio a vantaggio dell'erezione rispettivamente delle prefetture apostoliche di Dodoma (oggi arcidiocesi), di Mbulu e di Tanga (oggi entrambe diocesi).
Il 25 marzo 1953 il vicariato apostolico è stato elevato a diocesi con il nome attuale, in virtù della bolla Quemadmodum ad Nos di papa Pio XII. Originariamente era suffraganea dell'arcidiocesi di Dar-es-Salaam.
Nel 1963, il 1º marzo e il 10 dicembre, ha ceduto altre porzioni di territorio a vantaggio dell'erezione rispettivamente della diocesi di Arusha (oggi arcidiocesi) e della prefettura apostolica di Same (in seguito elevata a diocesi).
Il 16 marzo 1999 è entrata a far parte della provincia ecclesiastica dell'arcidiocesi di Arusha.

## Cronotassi dei vescovi
Si omettono i periodi di sede vacante non superiori ai 2 anni o non storicamente accertati.
- Marie-Joseph-Aloys Munsch, C.S.Sp. † (13 settembre 1910 - 16 gennaio 1922 dimesso)
- Enrico Gogarty, C.S.Sp. † (28 novembre 1923 - 8 dicembre 1931 deceduto)
- Joseph James Byrne, C.S.Sp. † (29 novembre 1932 - 15 maggio 1959 dimesso[2])
- Joseph Kilasara, C.S.Sp. † (12 gennaio 1960 - 3 novembre 1966 dimesso[3])
- Joseph Sipendi † (11 gennaio 1968 - 29 aprile 1985 deceduto)
- Amedeus Msarikie † (21 marzo 1986 - 21 novembre 2007 ritirato)
- Isaac Amani Massawe (21 novembre 2007 - 27 dicembre 2017 nominato arcivescovo di Arusha)
- Ludovick Joseph Minde, O.S.S., dal 2 dicembre 2019

## Statistiche
La diocesi nel 2021 su una popolazione di 1.118.365 persone contava 732.560 battezzati, corrispondenti al 65,5% del totale.
| anno | popolazione | popolazione | popolazione | presbiteri | presbiteri | presbiteri | presbiteri                | diaconi | religiosi | religiosi | parrocchie |
| anno | battezzati  | totale      | %           | numero     | secolari   | regolari   | battezzati per presbitero | diaconi | uomini    | donne     | parrocchie |
| ---- | ----------- | ----------- | ----------- | ---------- | ---------- | ---------- | ------------------------- | ------- | --------- | --------- | ---------- |
| 1949 | 76.023      | 700.000     | 10,9        | 60         | 13         | 47         | 1.267                     |         | 13        | 76        |            |
| 1970 | 290.330     | 500.801     | 58,0        | 109        | 41         | 68         | 2.663                     |         | 91        | 401       | 25         |
| 1980 | 432.777     | 803.676     | 53,8        | 113        | 94         | 19         | 3.829                     |         | 37        | 695       | 34         |
| 1990 | 592.386     | 878.775     | 67,4        | 134        | 111        | 23         | 4.420                     |         | 67        | 900       | 40         |
| 1999 | 753.028     | 1.306.200   | 57,7        | 234        | 204        | 30         | 3.218                     |         | 86        | 1.042     | 43         |
| 2000 | 754.215     | 1.300.467   | 58,0        | 163        | 131        | 32         | 4.627                     |         | 83        | 1.053     | 45         |
| 2001 | 786.560     | 1.235.530   | 63,7        | 156        | 129        | 27         | 5.042                     |         | 93        | 1.085     | 48         |
| 2002 | 802.482     | 1.323.617   | 60,6        | 172        | 128        | 44         | 4.665                     |         | 121       | 994       | 50         |
| 2003 | 593.831     | 1.053.048   | 56,4        | 173        | 132        | 41         | 3.432                     |         | 137       | 1.103     | 50         |
| 2004 | 575.249     | 881.376     | 65,3        | 179        | 135        | 44         | 3.213                     |         | 139       | 1.117     | 52         |
| 2013 | 785.000     | 1.092.000   | 71,9        | 239        | 156        | 83         | 3.284                     |         | 146       | 1.328     | 54         |
| 2016 | 629.539     | 961.997     | 65,4        | 212        | 164        | 48         | 2.969                     |         | 157       | 1.078     | 51         |
| 2019 | 689.170     | 1.051.840   | 65,5        | 249        | 184        | 65         | 2.767                     |         | 196       | 1.234     | 68         |
| 2021 | 732.560     | 1.118.365   | 65,5        | 262        | 197        | 65         | 2.796                     |         | 196       | 1.234     | 68         |